# 42 études ou caprices
Les 42 études ou caprices sont des études et caprices composés pour violon seul par Rodolphe Kreutzer vers 1796. Kreutzer a été un compositeur prolifique avec une quarantaine d'opéras et une douzaine d'autres pièces, mais les 42 études restent son œuvre la plus connue et sont maintenant un classique du répertoire d'enseignement du violon. L'un des buts pédagogique de Kreutzer dans ces études est le développement de la contraction et de l'extension de la main gauche. L'édition la plus complète, en 1807, comprend 40 pièces. La paternité des deux autres études, publiées auparavant, est attribuée le plus souvent à Kreutzer.
Le recueil contient les pièces suivantes :
| - N° 1 en La mineur, Adagio sostenuto - N° 2 en Do majeur, Allegro moderato - N° 3 en Do majeur, Allegro moderato - N° 4 en Do majeur, [Allegro] - N° 5 en Mi bémol majeur, Allegro moderato - N° 6 en Do majeur, Moderato Mi sempre martellato - N° 7 en Ré majeur, Allegro assai - N° 8 en Mi majeur, Allegro non troppo - N° 9 en Fa majeur, Allegro moderato - N° 10 en Sol majeur, Allegro - N° 11 en Mi majeur, Andante - N° 12 en La mineur, Allegro moderato - N° 13 en La majeur, Moderato - N° 14 en La majeur, Moderato | - N° 15 en Si bémol majeur, Allegro non troppo - N° 16 en Ré majeur, Moderato - N° 17 en Si bémol majeur, Maestoso (Moderato) - N° 18 en Sol majeur, Moderato - N° 19 en Ré majeur, Moderato - N° 20 en La majeur, Allegro - N° 21 en Si mineur, Moderato Mi sempre marcato - N° 22 en La bémol majeur, Moderato - N° 23 en Si bémol majeur, Adagio (quasi Cadenza) - N° 24 en Sol mineur, Allegro - N° 25 en Sol majeur, [Allegro moderato] - N° 26 en Mi bémol majeur, Moderato - N° 27 en Ré mineur, Moderato - N° 28 en Mi mineur, Grave | - N° 29 en Ré majeur, Moderato - N° 30 en Si bémol majeur, Moderato - N° 31 en Do mineur, Vivace - N° 32 en Fa majeur, Andante - N° 33 en Fa majeur, Andante - N° 34 en Ré majeur, Moderato - N° 35 en Mi bémol majeur, Marcia (Moderato) - N° 36 en Mi mineur, Allegretto - N° 37 en Fa mineur, Allegro vivace - N° 38 en Ré majeur, Moderato - N° 39 en La majeur, Allegretto - N° 40 en Si bémol majeur, Allegro - N° 41 en Fa majeur, Adagio - N° 42 en Ré mineur, Allegro (Fuga) |